# 横綱審議委員会
横綱審議委員会（よこづなしんぎいいんかい）は、日本相撲協会の諮問機関。略称は横審。

## 設置
横綱審議委員会は日本相撲協会定款第52条に基づき設置されている。
設置のきっかけとなったのは1950年初場所での三横綱の途中休場である。この場所では3日目までに東冨士、照國、羽黒山の三横綱が途中休場し、前場所の前田山の引責引退もあり横綱批判が強烈になった。場所中に協会は「2場所連続休場、負越しの場合は大関に転落」と決定したが、粗製濫造した協会が悪いと世間の反発をくらい、決定を取り消すことになった。またこの頃、横綱免許の家元である吉田司家においても代替わりの騒動が起きており、一時機能不全に陥っていた。そこで、横綱の権威を保つためにも、吉田司家に代わって相撲に造詣が深い有識者によって横綱を推薦してもらおうということとなった。こうして日本相撲協会の諮問機関として同年4月21日に横綱審議委員会が発足した。
初代委員長は好角家として有名だった元伯爵・貴族院議員の酒井忠正。発足直後の夏場所は、東富士が優勝、他の二人も11勝以上と、横綱の奮起を促すこととなった。もっとも、1953年1月場所後に横綱に昇進した鏡里の場合は、協会が事前に横審に諮問せずに先に理事会を開いて横綱昇進を決めたために、横審が協会に対して苦言を呈し、その後は理事会に先立って横審を開催するという手続きが取り決められた。

## 構成と運営
日本相撲協会定款第52条第3項に基づき委員会の構成及び運営に関し必要な事項は理事会が定めることとなっている。

### 構成
委員会は相撲を最も愛好し、相撲に深い理解を有する各方面の良識者をもって構成される、とされ、その委員は好角家・有識者のうちから協会が委嘱する。ただし、協会員は委員となることはできない。かつては20年以上の任期を務める委員もいたが、1997年1月27日の会合で委員は1期2年、最大5期10年と決定された。以後委嘱された委員は10年で退任している。現行の委員の定数は15名以内、任期は1期2年、最長で5期10年までとなっている。委員長は、委員の互選によって選出する。委員長の任期は1期2年、最長で2期4年まで。
委員は無報酬。稽古総見以外での観覧は各自切符を購入する。国技館では正面審判長のすぐ後ろに溜席があるため、テレビ放送にしばしば映る。近年の制度改正により、就任時期にかかわらず委員の改選時期は、委員本人が自己都合により途中退任する場合を除き任期完了となる年の1月であることが明確化されたようである。

### 定例会
横審の定例会は、毎本場所番付発表後と千秋楽後番付編成会議前に行うとされ、通常毎場所千秋楽の翌日に開催される。協会からの求めに応じて、委員会は横綱推薦、その他横綱に関する諸種の案件につき協会の諮問に答申し、又はその発議に基き進言する。協会員も会議に出席し発言することができ、理事長以下諸役員が出席する。 
昭和期には特に議題が無ければ10分程度で定例会が終了することは珍しくなかったが、守屋委員長時代に議論の活性化を目的に定例会に先立ち30分間の「予備会」が導入されている。

## 取扱案件
横綱審議委員会は、横綱推薦、その他横綱に関する諸種の案件に関して、協会からの諮問へ答申したり、協会の発議に基づいて進言することを任とする（日本相撲協会定款第52条）。

### 横綱推薦
定例会における最大の議題は、横綱推薦にある。番付編成を所管する審判部が、ある力士を横綱に昇進させたいと判断した場合、審判部長は理事長に当該力士の横綱昇進について審議する臨時理事会の召集を要請し、理事長はこれを受けて横審に当該力士の横綱推薦について諮問する。
1958年（昭和33年）1月6日、横綱審議委員会は横綱推薦の内規を定め発表した。諮問を受けた横審は内規に沿って当該力士が横綱にふさわしいか審査する。横審からの答申を受けて理事長は臨時理事会を招集し、理事会において横綱昇進について決議し、正式に昇進の可否を決定する。横審規則は当初、「理事会は横審の決議に拘束されない」としていたが、現行規則では理事会は横審の「決議を尊重する」となっている。これまで理事会が横審の答申を覆した例はないため、横審が横綱昇進の事実上の最終審査権を持っていると見られている。
しかしながら、横審が横綱昇進に関する全権を委任されているわけではない。理事長からの諮問がない（＝審判部が横綱に昇進させないと判断した）場合、横審は当該力士を「横綱に推薦する」とする答申は行えない。そのため、横綱昇進に値する成績を残したと見られる力士の横綱昇進が見送られた場合に横審が批判されることがあるが、理事長が諮問をしなければそもそも横審で審議できないのである。

#### 横綱推薦の内規
現行の内規は次の通りである。
1. 横綱に推薦する力士は品格、力量が抜群であること。
2. 大関で2場所連続優勝した力士を推薦することを原則とする。
3. 第2項に準ずる好成績を挙げた力士を推薦する場合は、出席委員の3分の2以上の決議を必要とする。
4. 品格については、日本相撲協会の確認に基づき審議する。

「品格」については、次の内規を基準として判断する。
1. 横綱に推薦する力士の品格は、次の事項を基準としてその良否を判断して行う。
  - 相撲に精進する気迫。
  - 地位に対する責任感。
  - 社会に対する責任感。
  - 常識ある生活態度。
  - その他横綱として求められる事項。
2. 品格の確認は、上記基準につき当該力士の日常生活の観察および師匠の証言等により判断して行う。
3. 協会は、確認にあたり判断した状況を添えて、委員会に横綱推薦を諮問する。

内規制定前は目安となる基準はなく、実際1954年（昭和29年）5月場所で優勝し場所後に諮問されながら否決された栃錦のように、当時すでに4人横綱がいたために「強いて横綱を五人つくるほど圧倒的な成績ではない」との番付上の理由で横綱昇進できなかった例がある。

#### 内規の運用状況
第3項の「出席委員の3分の2以上の決議」は、内規発表当初は「全会一致」であった。また「準ずる好成績」とは、常識的に考えれば「優勝次点」のことであるが、内規発表直後は具体的に何を指すか定めていなかった。このため、発表当初は以下のような混乱が生じたため、朝潮の事例を契機に現行の内規に改められた。
- 1958年（昭和33年）1月場所後の若乃花 - 内規発表直後の事例。この場所を優勝し、前場所も優勝次点。大関時代の勝率も高く昇進は文句なしとみられたが、委員の一人（舟橋聖一）が原則論（2場所連続優勝）をかざして異議を唱えたため、「委員長一任」の形で「全会一致」をとり、横綱に推薦した。
- 1959年（昭和34年）3月場所後の朝汐 - 3場所前に優勝し、直前2場所は優勝次点。「強い朝汐と弱い朝汐がいる」と評されたように成績にムラがあり、協会内でも異論があったため理事長は横審に下駄を預ける形で諮問したが、横審は「賛成と反対両論併記」という形で「全会一致」し、理事長に下駄を預け返した。結局朝汐の横綱昇進は認められた。
- 1961年（昭和36年）9月場所後の柏戸 - この場所大鵬との優勝決定戦に敗れ優勝同点。前場所、前々場所は優勝次点ですらなく異論が出たが、「大鵬と柏戸は互角の実力があり、大鵬が横綱推薦なら大鵬と互角の柏戸も横綱に推薦されなければならない」との論法で柏戸の横綱推薦が決まった。
- 1964年（昭和39年）1月場所後の栃ノ海 - 前場所で優勝したもののこの場所は優勝次点ですらなかった。この場所は優勝次点であった清國は平幕下位で横綱・大関との対戦がなく、「栃ノ海は実質的な優勝次点である」と解釈、栃ノ海の横綱推薦が決まった。

内規制定後に実際に理事長が横綱推薦を諮問しながら、横審により横綱推薦が否決され横綱に昇進できなかったのは次の3例がある。もっとも3人とも、その後の活躍により再度の諮問をうけて全員横綱に昇進している。
- 1968年（昭和43年）5月場所後の玉乃島（5月場所の優勝が「内容に乏しい」と評価され、時期尚早と判断された）
- 1969年（昭和44年）11月場所後の北の富士（玉乃島の事例と比べて成績で劣る）
- 1994年（平成6年）9月場所後の貴ノ花（7月場所が「優勝に準ずる成績」でない）

1958年（昭和33年）の内規発表後、1987年（昭和62年）9月場所後に横綱推薦を答申した大乃国までは、「準ずる好成績」を柔軟に解釈し、必ずしも原則である「大関で2場所連続優勝」にはこだわっていなかった。この間に横綱に昇進した18人中、実際に大関で2場所連続優勝を果たしたのは大鵬、北の富士、琴櫻の3名のみである。
なお、この時代に2場所連続優勝により横綱に昇進していない力士もその多くが横綱昇進後に2場所連続優勝を経験しており、1958年の内規制定後に昇進した横綱のうち現役時代を通じて2場所連続優勝の経験がない歴代横綱は下記の双羽黒のほか、朝潮（3代)、柏戸、栃ノ海、若乃花(2代)、北勝海、大乃国となっている（特に柏戸は異例の昇進とされたが、大鵬とともに「柏鵬時代」と呼ばれる一時代を築いた。また、北勝海は最高位が大関以下の力士の優勝回数記録（5回）を上回る通算8回の優勝を経験している）。
また、北の湖や千代の富士のように優勝を20回以上記録し、一代年寄を与えられた力士（ただし、千代の富士は辞退）も横綱昇進時は2場所連続優勝によるものではなかった。
しかし、1987年（昭和62年）12月に双羽黒がトラブルを起こし、幕内での優勝がないまま廃業すると、横審委員長の高橋義孝は「今後は「大関で二場所連続優勝」とした横綱推薦内規の第二項以上に「品格、力量抜群」とした第一項を絶対的に尊重していきたい」と述べ、さらに1988年（昭和63年）1月場所後の横審でも「横綱昇進について、いやが上にも慎重でありたい」と申し合わせた。第63代横綱・旭富士がそれ以前の横綱と比較して高いレベルの成績を挙げ続けながら何度も諮問を見送られ、1990年（平成2年）5月場所、7月場所を連続優勝してようやく横綱昇進を果たしたことが前例となり、旭富士以降第70代横綱・日馬富士までは全て2場所連続優勝の成績で昇進している。この間、連続優勝でなければ諮問さえされない場合がほとんどで、例外的に唯一2場所連続優勝でない成績で諮問された貴ノ花は横審で推薦を否決された。また、大関の地位で高い成績を挙げた小錦や魁皇は横綱に昇進することなく力士生命を終えた。
2014年（平成26年）3月場所後、鶴竜の横綱昇進に際して、優勝同点→優勝と、久しぶりに連続優勝以外での昇進を推薦した。2017年（平成29年）1月場所後の稀勢の里は星2つ差の優勝次点→優勝という、以前なら多数決での否決や諮問見送りにもなりかねない成績にもかかわらず推挙されており、「2場所連続優勝に準じる成績」であっても、そのうちの1場所は優勝していなければならないという新たな基準が事実上確立したのではないかと思われた。しかし、貴景勝は優勝次点→優勝と優勝同点→優勝をそれぞれ1回ずつ記録したが昇進できておらず、理由としては前者が大関実績の少なさ、後者が当該2場所での勝ち星の少なさとみられている。
他方、照ノ富士は2021年（令和3年）7月場所後に14勝1敗の優勝次点で大乃国以来約34年ぶりとなる直前場所優勝なしの横綱昇進を果たしたほか、豊昇龍は2024年（令和6年）11月場所で13勝2敗の準優勝ながら、同場所を14勝1敗で優勝した琴櫻とともに翌2025年（令和7年）1月場所が綱取り場所になるとされたことから、優勝に準ずる成績を挙げた事実以外にも勝星数やその時々の番付編成上の都合も考慮されているといえる。

### その他横綱に関する諸種の案件
日本相撲協会の定款では、横綱推薦のほか、その他の横綱に関する諸種の案件も取扱案件としている（日本相撲協会定款第52条第2項）。
横綱審議委員会規則の横綱推薦の内規第5条では、横綱が次の各項に該当する場合は、横審はその横綱の実態をよく調査して、出席委員の3分の2以上の決議により「激励」「注意」「引退勧告」等をなす、とされている。ただし、この決議には拘束力はない。
1. 休場の多い場合。ただし、休場が連続する時であっても、そのけが・病気の内容によっては、審議の上、再起の可能性を認めて治療に専念させることがある。
2. 横綱としての体面を汚す場合。
3. 横綱として非常に不成績であり、その位に堪えないと認めた場合。

実際にこの規定に基づいて決議がなされたのは、次の4例がある。
- 2010年1月場所後、朝青龍に対して「引退勧告」を決議[19]
- 2018年11月場所後、稀勢の里に対して「激励」を決議[19]
- 2020年11月場所後、白鵬・鶴竜に対して「注意」を決議[20]
- 2025年7月場所後、豊昇龍・大の里に対して「激励」を決議[21]

また、内規に基づかない形での決議がなされることもある。平成以降では次の例がある。
- 1999年9月場所後、若乃花（3代目）に対して「休場を勧告」した。
- 2002年7月場所後、貴乃花に対して、「翌場所の出場を勧告」した。
- 2017年11月に引退した日馬富士に対し、12月に「引退勧告に相当する」と決議。
- 2023年11月場所後、照ノ富士に対し、「翌場所の出場を勧告」した[22]。

### その他の事項
横綱力士以外の事項については所掌外であるが、好角家・有識者の立場から協会や各力士に対して提言をすることが多々ある。2009年に当時の鳴戸親方が弟子の稀勢の里に出稽古を禁止させていることに、澤村田之助が苦言を呈したり、千代大海に石橋義夫や内館が引退勧告を行ったりしている。また、力士による野球賭博問題に関して2010年NHKの生中継中止を「判断ミス」と批判している。なお、野球賭博問題では横審は完全に蚊帳の外に置かれ、改革等の委員会への参加・出席を依頼されることはおろか、意見などを求められることすらなかった。

## 批判
横審に対しては、批判も少なくなく、改革が必要との意見もたびたび挙がっている。主な批判は以下の通りとなる。

### 委員長及び委員の人選
委員長ならびに委員には、新聞社の社長やNHK会長など、マスコミの関係者の就任が多く見られる。これは八百長問題など大相撲に批判的な報道を封じ込める意図があるとしてしばしば批判の対象となっている。

### 日本人と外国人とでの推薦内規の運用の格差
外国人大関に対しては、賜杯を獲得できたとしても粗捜しをして「もっと高いレベルでの優勝」などと無理難題を突き付ける意見がたびたび出されている。日馬富士は2009年（平成21年）5月場所で14勝1敗、しかも白鵬を優勝決定戦で破り、14日目には朝青龍に勝っているにもかかわらず、立合いの変化を糾弾された末次の7月場所で14勝以上の優勝と相撲内容の充実を絶対条件とした。その7月場所では9勝6敗と期待に応えられず、昇進を勝ち得るのは昭和以降の大関史上3人目となる2場所連続全勝を果たした2012年（平成24年）秋場所後と、3年も遅れる結果になった。
琴欧洲については、2008年5月場所で日馬富士と同じ14勝1敗で優勝したにもかかわらず、やはり過去2場所の成績を批判し、「高いレベルでの優勝（このときは相撲内容が低ければ13勝で優勝しても横綱昇進は見送ると付け足している）」が条件だと厳しく指摘した。なお、琴欧洲は次の7月場所は9勝6敗、9月場所・11月場所はともに8勝7敗に終わって綱とりを果たすことはできなかった。
逆に日本人大関には、「次の場所は優勝せずとも、勝利数次第では昇進の話が出てくる」など大きく内容が異なる（魁皇、栃東等）。このような背景から、外国人に比べ日本人が優遇されていることへの一般のファンからの疑問も存在する。さらに、日本人横綱への期待論の高まりもあって、就任前・在任中・退任後を問わず外国人横綱不要論を述べる委員もおり、外国人への差別になりはしないか、という批判も出ている。

### その他
2020年11月場所後の11月23日、横綱審議委員会は両国国技館での定例会合で白鵬と鶴竜に「注意」を決議した。2018年11月場所以降の計12場所の内3分の2に相当する8場所を休場している白鵬と鶴竜に対して矢野弘典委員長は「休みがあまりにも多い。深く強い責任を持って今後に対処してほしい」と語り「我々が強制するわけではないが、横綱が出場しない場所をあまり長く続けてはいけない」と述べた。
これに対し「差別」という声が上がり、脳科学者の茂木健一郎も自身のブログで「さらにまずいのが、外国出身の力士に対する差別、偏見ととられかねないことで、今回の白鵬、鶴竜の両横綱に対する『注意』を、稀勢の里に対する温情と比較するとその感を強くする」と批判した。一方で、直近だけでなく通算での休場の多さにも問題があるといった見方もあり、翌場所休場となった際には横審以外からも苦言を呈する声が挙がっていた。

## 総見

### 稽古総見

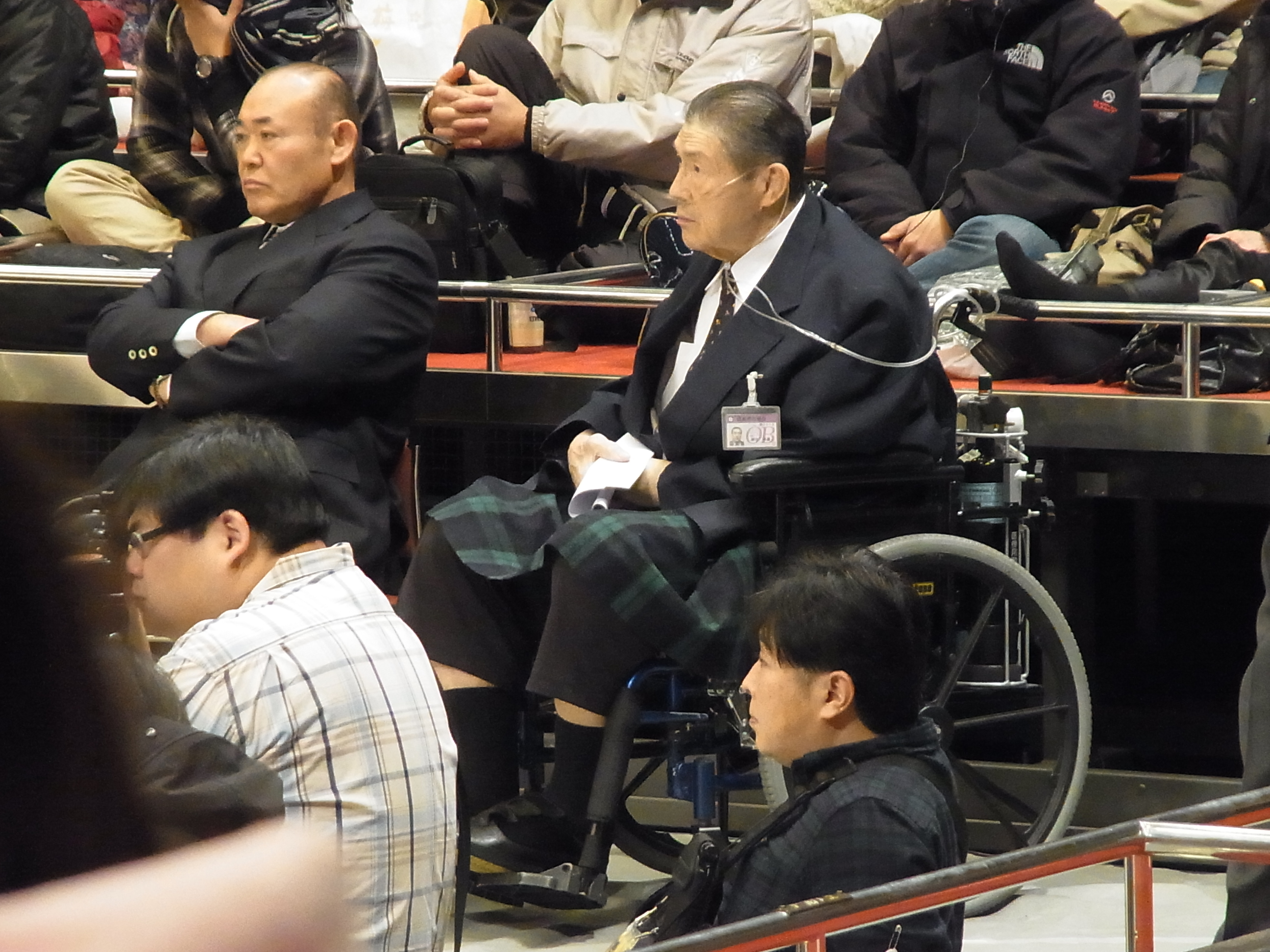
稽古総見での大鵬親方(2011年12月23日撮影)

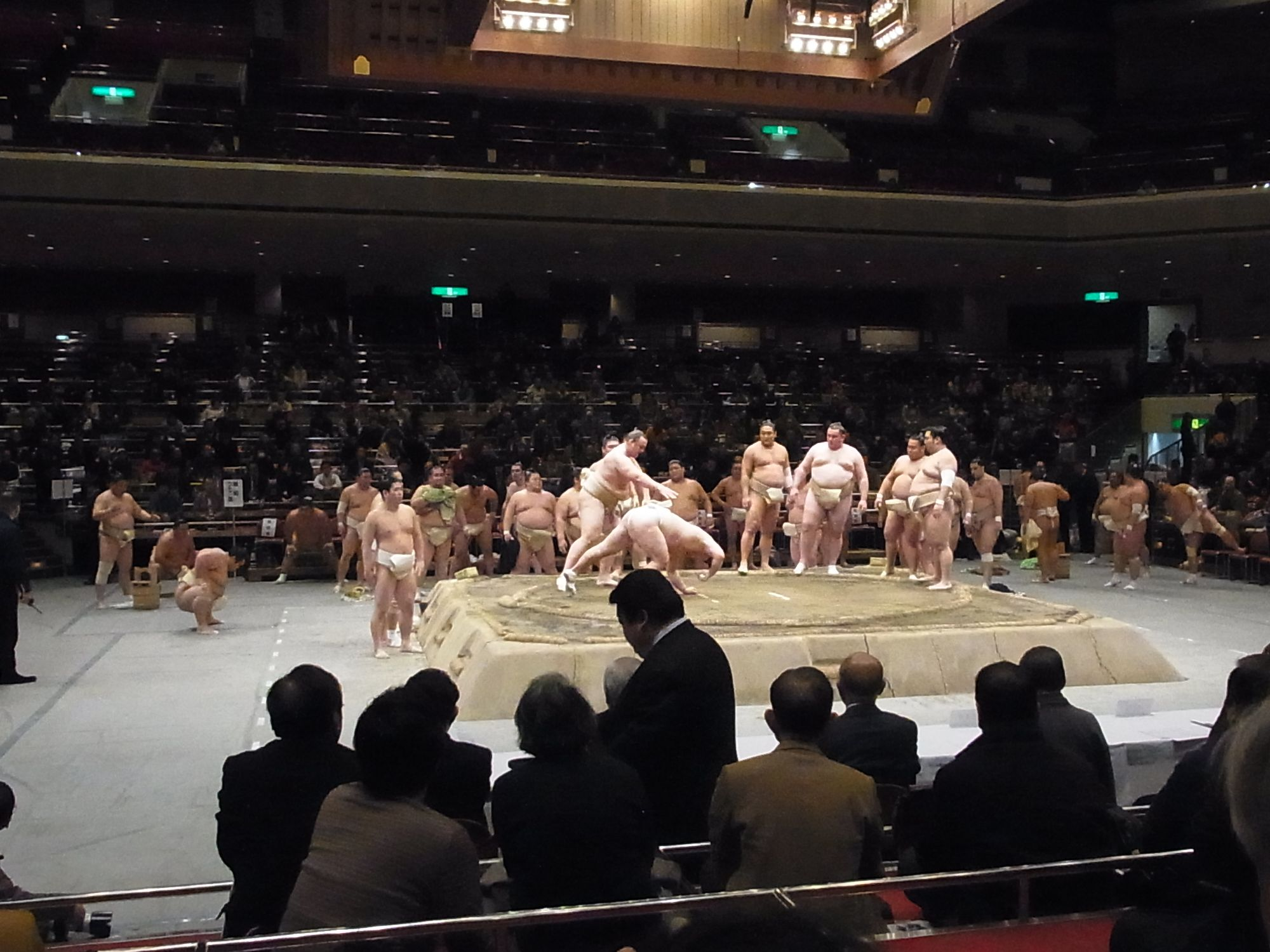
横審の稽古総見の模様(2011年12月23日撮影)

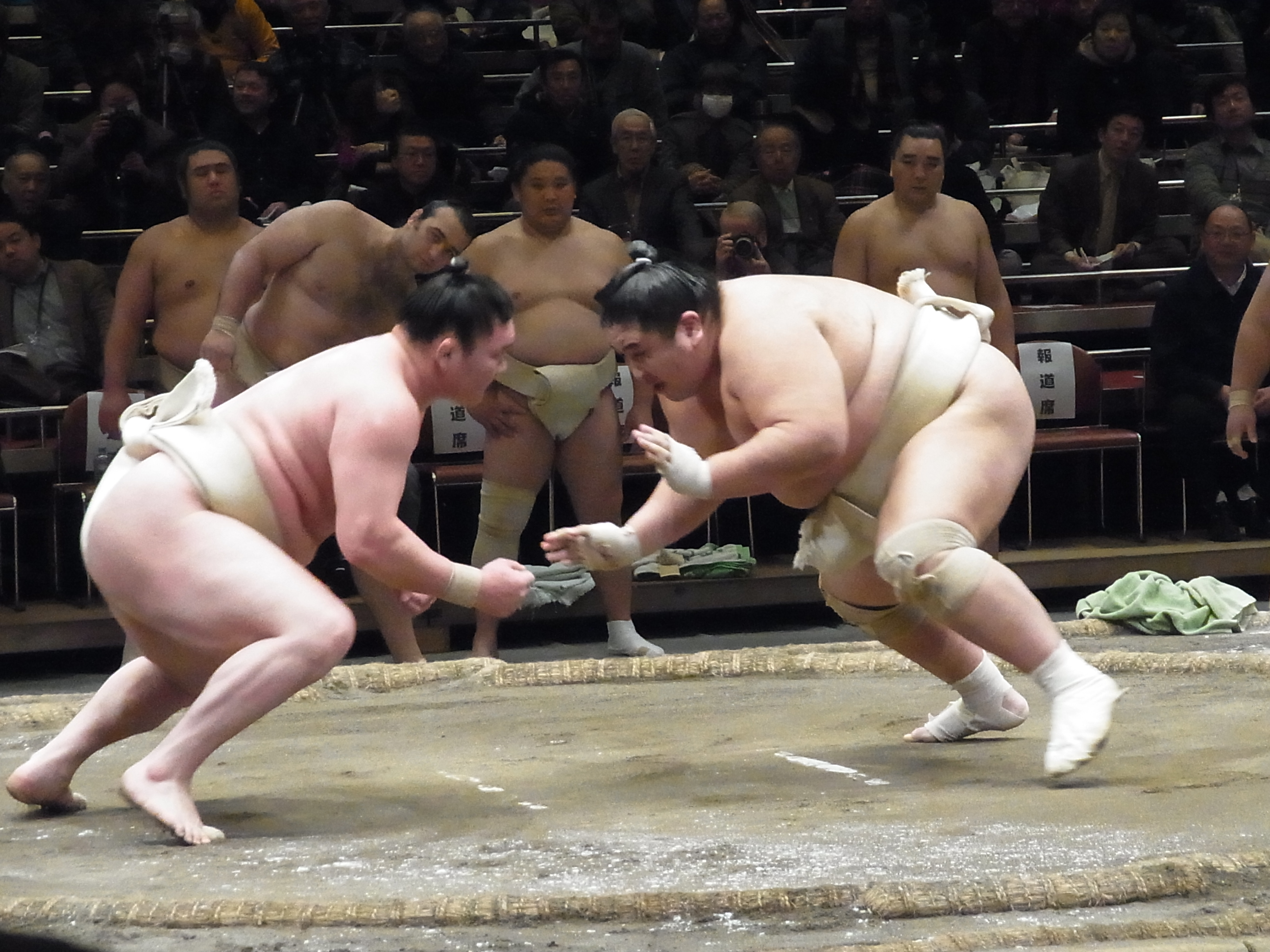
稽古総見での白鵬と雅山の対戦(2011年12月23日撮影)

稽古総見は横審が主催して関取衆を集めて、稽古の様子を見守る恒例行事である。東京・両国国技館で行われる本場所（初・夏・秋場所）前に開催される。
以前はすべて非公開（報道陣には公開）で春日野部屋（理事長が春日野の時期）や相撲教習所の稽古用土俵で行われていたのを、2000年から5月場所前についてはゴールデンウィークが近く多くのファンが参加しやすいと見込んで、国技館本土俵を使用しての一般公開を開始。NHKによる稽古総見の中継も行われた。2010年からは9月場所・1月場所の総見についても同様に公開することになった。各力士にとっても、自身や他の力士の調整状況を本場所直前に確認できる数少ない機会である。
2011年1月場所前（2010年12月23日）の稽古総見では、終了後、館内のエントランスホールで見学に訪れたファンとの握手会を開催した。また入口でのクジに当選した入場者には、通常一般のファンが行き来できない花道を通り、行司部屋前で横綱・大関陣からのサイン入り手形贈呈と握手というサービスも実施された。
2011年5月の技量審査場所前（4月29日）という角界が不安定な情勢の中でも公開を続けてきたが、入場者の減少もあり、2012年7月15日の理事会で、同年9月場所前の稽古総見を一般公開せず、相撲教習所での実施に戻すことを決定した。協会広報部長の八角は「話し合った結果。違う形でのファンサービスを考えている」とした。この時点で次の一般公開開催は未定であったが、翌2013年5月場所前（4月27日）に一般公開を再度実施した。稽古終了後には人気力士との握手会も行われている。

### 本場所総見
本場所総見は東京・両国国技館で行われる本場所（1月・5月・9月場所）中に実施される。横綱審議委員会の委員長・各委員が升席から幕内の取組の様子などを観る。

## 委員長及び委員

### 歴代委員長
| 代目 | 氏 名      | 在任期間                |
| ---- | ---------- | ----------------------- |
| 初代 | 酒井忠正   | 1950年5月 - 1969年1月   |
| 2代  | 舟橋聖一   | 1969年1月 - 1976年1月   |
| 3代  | 石井光次郎 | 1976年1月 - 1981年9月   |
| 4代  | 高橋義孝   | 1981年10月 - 1990年10月 |
| 5代  | 上田英雄   | 1990年11月 - 1993年5月  |
| 6代  | 渡辺誠毅   | 1993年7月 - 1997年1月   |
| 7代  | 坂本朝一   | 1997年1月 - 1999年1月   |
| 8代  | 一力一夫   | 1999年3月 - 2001年1月   |
| 9代  | 渡邉恒雄   | 2001年1月 - 2003年1月   |
| 10代 | 石橋義夫   | 2003年1月 - 2007年1月   |
| 11代 | 海老沢勝二 | 2007年1月 - 2009年1月   |
| 12代 | 鶴田卓彦   | 2009年1月 - 2013年1月   |
| 13代 | 内山斉     | 2013年1月 - 2015年1月   |
| 14代 | 守屋秀繁   | 2015年1月 - 2017年1月   |
| 15代 | 北村正任   | 2017年1月 - 2019年1月   |
| 16代 | 矢野弘典   | 2019年1月 - 2022年1月   |
| 17代 | 高村正彦   | 2022年1月 - 2023年1月   |
| 18代 | 山内昌之   | 2023年1月 - 2025年1月   |
| 19代 | 大島理森   | 2025年1月 -             |

歴代委員長の職歴
| 職 歴      | 人 数 | 氏 名 |
| ---------- | ----- | --- |
| メディア   | 8人   | 渡辺誠毅（朝日新聞社）、坂本朝一（NHK）、一力一夫（河北新報社）、渡邉恒雄（読売新聞社）、 海老沢勝二（NHK）、鶴田卓彦（日本経済新聞社）、内山斉（読売新聞社）、北村正任（毎日新聞社） |
| 学者・文芸 | 4人   | 舟橋聖一（小説家）、高橋義孝（ドイツ文学者）、上田英雄(医学者)、守屋秀繁（医学者）、山内昌之（歴史学者）                                                                              |
| 政治家     | 4人   | 酒井忠正（貴族院議員）、石井光次郎（朝日新聞社→衆議院議員）、高村正彦（元衆議院議員）、大島理森（元衆議院議員）                                                                       |
| 教育・実業 | 2人   | 石橋義夫（共立女子学園長）、矢野弘典（産業雇用安定センター会長） |

### 現任委員
2025年1月現在、9名。
| 氏 名      | 肩書き                            | 就任年月      |
| ---------- | --------------------------------- | ------------- |
| 池坊保子   | 文部科学副大臣（2006年 - 2008年） | 2022年3月31日 |
| 一力雅彦   | 河北新報社社長                    | 2025年1月30日 |
| 上原茂     | 大正製薬社長                      | 2023年1月26日 |
| 大島宇一郎 | 中日新聞社社長                    | 2020年1月27日 |
| 大島理森   | 第76・77代衆議院議長              | 2023年1月26日 |
| 鹿島茂     | フランス文学者                    | 2024年2月1日  |
| 紺野美沙子 | 女優                              | 2022年3月31日 |
| 真砂靖     | 第9代財務事務次官                 | 2025年1月30日 |
| 室瀬和美   | 漆芸家、人間国宝                  | 2025年1月30日 |

### 過去の委員
- 五十音順

| 氏 名            | 役 職                                      | 在任期間                               | 備 考                                                 |
| ---------------- | ------------------------------------------ | -------------------------------------- | ----------------------------------------------------- |
| 東龍太郎         | 茨城大学学長                               | 1956年2月 - 1958年5月                  | 東京都知事選に立候補のため辞任。                      |
| 阿部眞之助       | 政治評論家、日本放送協会会長、毎日新聞主筆 | 1950年5月 - 1964年7月                  |                                                       |
| 池田弥三郎       | 慶大教授                                   | 1977年7月 - 1982年7月                  |                                                       |
| 石井鶴三         | 彫刻家・画家                               | 1950年5月 - 1973年3月 （在任中死去）   | 在任末期は相撲博物館館長を兼任                        |
| 石井光次郎       | 政治家 運輸大臣、朝日放送社長              | 1950年5月 - 1981年9月                  | 3代委員長                                             |
| 石橋義夫         | 共立女子学園理事長                         | 2000年9月 - 2010年1月                  | 10代委員長                                            |
| 一力一夫         | 河北新報社社主会長                         | 1988年 - 2001年1月                     | 8代委員長                                             |
| 井手正敬         | 元JR西日本会長                             | 2005年3月 - 2010年3月                  | JR福知山線脱線事故による強制起訴決定に 合わせて辞任。 |
| 稲葉修           | 元法相、元衆議院議員                       | 1973年5月 - 1992年8月 （在任中死去）   | 双羽黒の横綱昇進に最後まで反対                        |
| 上田英雄         | 元東大医学部教授                           | 1966年1月 - 1993年10月                 | 5代委員長                                             |
| 内館牧子         | 脚本家、小説家                             | 2000年9月 - 2010年1月                  | 女性初の横綱審議委員 在任中朝青龍に手厳しく対処       |
| 内山斉           | 読売新聞グループ本社社長                   | 2005年5月 - 2015年1月                  | 13代委員長                                            |
| 海老沢勝二       | 元日本放送協会会長                         | 1999年5月 - 2009年1月                  | 11代委員長                                            |
| 大島寅夫         | 中日新聞社代表取締役社長                   | 2007年3月 - 2017年1月                  |                                                       |
| 大島宏彦         | 元中日新聞社社長                           | 1997年3月 - 2007年1月                  |                                                       |
| 小笠原道生       | 文部省厚生振興会会長                       | 1950年5月 - 1955年11月                 |                                                       |
| 岡本昭           | 岡安証券最高顧問                           | 2010年3月 - 2020年1月                  |                                                       |
| 尾崎士郎         | 作家                                       | 1950年5月 - 1964年2月 （在任中死去）   |                                                       |
| 勝野義孝         | 弁護士                                     | 2013年3月 - 2021年3月                  |                                                       |
| 加藤巳一郎       | 元中日新聞社社長                           | 1988年3月 - 1995年6月                  |                                                       |
| 狩野近雄         | 元スポーツニッポン新聞社社長               | 1976年1月 - 1977年3月 （在任中死去）   |                                                       |
| 川崎春彦         | 日本画家                                   | 1990年 - 2003年                        |                                                       |
| 北村正任         | 毎日新聞社名誉顧問                         | 2009年1月 - 2019年1月                  | 15代委員長                                            |
| 高村正彦         | 弁護士、元外相、元衆議院議員               | 2013年3月 - 2023年1月                  | 17代委員長                                            |
| 児島襄           | 作家、戦史研究家                           | 1987年3月 - 1999年9月                  | 在任中「文藝春秋」に「外人横綱反対」を寄稿            |
| 酒井忠正         | 元農相、元貴族院議員                       | 1950年5月 - 1969年1月                  | 初代委員長 相撲博物館館長を兼任                       |
| 坂本朝一         | 元日本放送協会会長                         | 1982年4月 - 1999年1月                  | 7代委員長                                             |
| 六代目澤村田之助 | 歌舞伎俳優、人間国宝                       | 2003年7月 - 2013年1月                  |                                                       |
| 杉田亮毅         | 公益社団法人日本経済研究センター代表理事   | 2013年3月 - 2023年1月                  |                                                       |
| 鈴木俊一         | 東京都知事                                 | 1986年6月 - 1999年1月                  |                                                       |
| 鈴木勝           | 日大総長                                   | 1976年1月 - 1987年8月                  |                                                       |
| 高橋義孝         | ドイツ文学者                               | 1964年5月 - 1990年10月                 | 4代委員長                                             |
| 田崎勇三         | 医学博士                                   | 1958年5月 - 1963年5月 （在任中死去）   |                                                       |
| 辰野隆           | 東大名誉教授                               | 1950年5月 - 1964年2月                  |                                                       |
| 丹呉泰健         | 日本たばこ産業会長                         | 2019年2月 - 2025年1月                  |                                                       |
| 鶴田卓彦         | 元日本経済新聞社相談役                     | 2003年3月 - 2013年1月                  | 12代委員長                                            |
| 都倉俊一         | 作曲家、日本音楽著作権協会会長、文化庁長官 | 2015年3月 - 2025年1月                  |                                                       |
| 成瀬無極         | 元京都大学文学部長                         | 1950年5月 - 1958年1月                  |                                                       |
| 西野忠次郎       | 慶大医学部教授                             | 1950年5月 - 1958年5月                  |                                                       |
| 野間省一         | 講談社社長                                 | 1969年1月 - 1979年5月                  |                                                       |
| 平井義一         | 元衆議院議員                               | 1989年 - 2003年                        |                                                       |
| 平岡敏男         | 元毎日新聞社社長                           | 1980年1月 - 1986年8月                  |                                                       |
| 福地茂雄         | 元日本放送協会会長                         | 2009年3月 - 2010年8月                  |                                                       |
| 舟橋聖一         | 作家                                       | 1950年5月 - 1976年1月                  | 2代委員長                                             |
| 船村徹           | 作曲家                                     | 2003年5月 - 2013年1月                  |                                                       |
| 前田和三郎       | 慶大名誉教授                               | 1959年1月 - 1979年8月 （在任中死去）   |                                                       |
| 松家里明         | 元日本弁護士連合会副会長                   | 2005年3月 - 2015年1月                  |                                                       |
| 三重野康         | 元日本銀行総裁                             | 1991年1月 - 2005年1月                  |                                                       |
| 御手洗辰雄       | 東京新聞主筆                               | 1964年5月 - 1975年9月 （在任中死去）   |                                                       |
| 宮田亮平         | 文化庁長官、元東京芸術大学学長             | 2010年3月 - 2020年1月                  |                                                       |
| 務臺光雄         | 読売新聞社長                               | 1976年1月 - 1991年4月 （在任中死去）   |                                                       |
| 守屋秀繁         | 千葉大学大学院医学薬学府長                 | 2007年3月 - 2017年1月                  | 14代委員長                                            |
| 矢野弘典         | 公益財団法人産業雇用安定センター会長       | 2012年7月 - 2022年1月                  | 16代委員長                                            |
| 山内大介         | 元毎日新聞社社長                           | 1986年12月 - 1987年12月 （在任中死去） |                                                       |
| 山内昌之         | 東京大学名誉教授                           | 2015年3月 - 2025年1月                  | 18代委員長                                            |
| 山田洋次         | 映画監督、脚本家                           | 2004年1月 - 2014年1月                  |                                                       |
| 渡辺誠毅         | 元朝日新聞社社長                           | 1981年11月 - 1997年1月                 | 6代委員長                                             |
| 渡邉恒雄         | 読売新聞グループ本社会長                   | 1991年1月 - 2005年1月                  | 9代委員長                                             |
| 渡辺襄           | 元毎日新聞社社長                           | 1988年5月 - 2001年1月                  |                                                       |